# Gąski (powiat szczecinecki)
Gąski – osada w Polsce położona w województwie zachodniopomorskim, w powiecie szczecineckim, w gminie Barwice. W pobliżu wsi przepływa rzeka Gęsia.
W latach 1975–1998 miejscowość położona była w województwie koszalińskim.